# Crosseola bollonsi
Crosseola bollonsi är en snäckart som beskrevs av Dell 1956. Crosseola bollonsi ingår i släktet Crosseola och familjen Skeneidae. Inga underarter finns listade i Catalogue of Life.